# 오오바 켄지

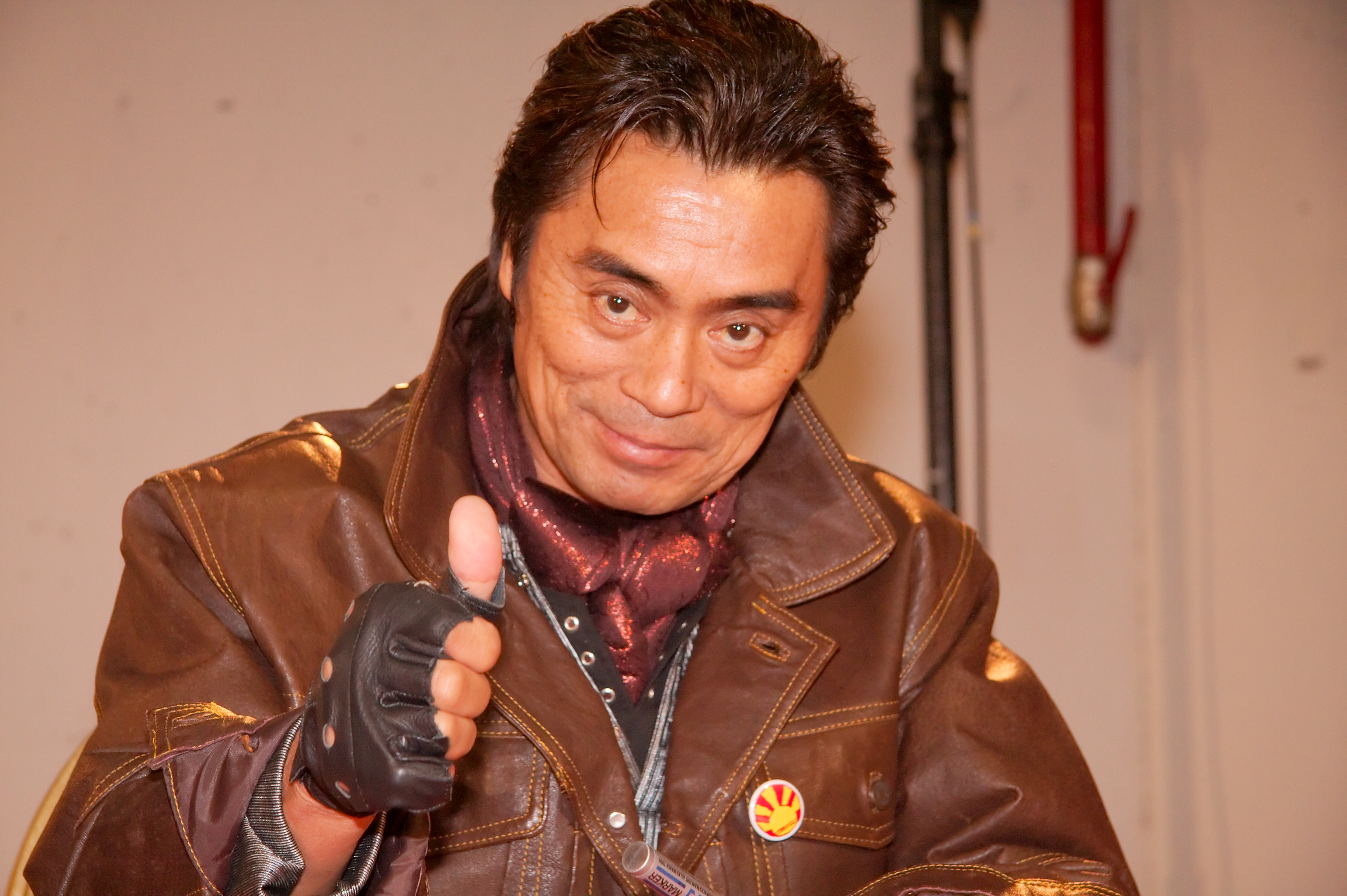

오오바 켄지(大葉 健二, 1955년 2월 5일 ~ )는 일본의 배우이며, 행사 운영 회사 《LUCK JET》 대표 이사 사장이다.
에히메현 마쓰야마시 출신이며, 키 170 cm, 체중 63 kg, 혈액형은 A형. 본명은 타카하시 켄지(타카하시 켄지). 초기에는 본명으로 활동하고 연극을 연출할 때는 본명에 가고 있다.
대표작은 《배틀 피버 J》, 《전자전대 덴지맨》, 《우주형사 갸반》, 《그림자의 군단 IV》, 《그림자의 군단 에도 막부 말기》 등이 있다. 재팬 액션 엔터프라이즈에도 국적은 남아 있다.

## 생애
중학교 때에 인기 드라마 《키 헌터》를 보고치바 신이치의 팬이 된 자소는 고교생 때 설립 직후의 재팬 액션 클럽(JAC)제일 기생 모집에 응모했고 합격했다. 1971년에 고등 학교를 중퇴하고 상경하고 연예계의 첫발을 내디딘다. 배우 지망생이라기보다 액션, 스턴트맨적인 일을 하고 싶다는 마음이었다.
1972년 드라마 《인조 인간 키카이다》에서 덤블링 스턴트를 담당. 제31이야기로 처음 「출석 출연」을 한다. 처음에는 본명의 타카하시 켄지에서 활동하다가 1979년 《배틀 피버 J》에서 아케보노 시로/배틀 케냐로 처음 정규 출연이 결정되고 스승인 지바에서 「잎」의 글씨를 받고 오오바 켄지의 예명으로 활동을 시작했다. 이 작품에서는 배틀 케냐의 슈트 액터를 겸임하며 변신 전과 변신 후를 더빙 없이 스턴트를 코믹하게 힘차게 맡아 차기작 《전자전대 덴지맨》에도 오메 다이고로/덴지 블루를 맡아 이곳에서도 덴지 블루의 슈트 액터를 겸임했다. 1982년에는 《우주형사 갸반》에서 첫 주연을 맡고 이치죠지 레츠/갸반을 맡았다.
1984년 영화 《공태랑 나가신다!》에서는 텐코 오마사 테루히코에 분장 때문에 스킨 헤드로 했다. 이것이 호평했기 때문이며, 이듬해의 텔레비전 드라마 《그림자의 군단 IV》, 《그림자의 군단 에도 막부 말기 편》에도 빡빡의 이가 닌자·가마 팔로 고정 출연. 자소의 스킨 헤드는 개성의 하나가 되고 2003년에는 치바 신이치의 열광적 팬인 쿠엔틴 타란티노의 제안으로, 치바와 함께 영화 《킬 빌 Vol.1》에 출연. 타란티노의 리퀘스트에서 가마 팔처럼 스킨 헤드로 해., 고객의 코믹 연기로 할리우드 데뷔했다.
1987년 어머니 병 간호 때문에 JAC에 명예 회원으로 적을 남긴 채 고향인 마쓰야마로 귀향. 현지의 이벤트 제작사의 회사원으로 바쁜 회사원 생활의 중간에 배우업을 한다는 견해이다. 배우업을 하면서 자신이 창업한 이벤트 제작 회사 《LUCK JET》의 대표 이사 사장도 맡아 후진 양성에도 힘을 쏟고 있다. 이들의 활동에서는 본명의 타카하시 켄지 무대 연출도 가고 있다.
2007년, 랙 JET와 업무 제휴라는 형태로 재팬 액션 엔터프라이즈에 다시 적을 두다.
2009년 JAC시절부터의 동지인 이노우에 세이고·세키네 다이가쿠와 함께 연극 유닛"마심 노력"을 설립.
2011년작 《고카이저 고세이저 슈퍼 전대 199 히어로 대결전》에서 30년 만에 우메 다이고로를 맡았다. 오바에 따르면 당초는 역시 과거에 연기한 아케보노 시로로 등장하는 방안도 있고, 후에 《해적전대 고카이저》의 TV시리즈 제44화로 아케보노 시로를 31년 만에 맡았다. 2012년 1월 21일 공개 《해적전대 고카이저 vs. 우주형사 갸반 THE MOVIE》에서는 28년 만에 이치죠지 레츠를 맡아 동시에 우메 다이고로, 아케보노 시로 총 3역을 맡았다.
2012년 8월 NHK의 수도권용 프로그램"유우도키 네트워크"에서 그동안의 경력이 소개됐다. 액션 배우로서 살면서 몇번이나 동료의 부상과 때는 사망 사고가 있던 것 등이 내레이션으로 언급됐다. 현지에서의 행사 활동 모습의 사진도 소개됐다. 그리고 지금 내가 할 수 있는 무언가를 물어 그것은 액션 배우를 양성하는 것이라고 확신하면서 액션 배우의 지원자를 모으고 다수의 응모자 중에서 엄선한 몇명을 채용했다.연기와 액션의 경험을 아낌 없는 후배에게 전수하는 매일로 2013년에는 기획사의 오디션을 겸한 무대 공연도 계획하고 있다고 한다.

## 출연작

### 드라마
- 《가면라이더》 (1973년, MBS, NET) - 트램펄린/전투원
- 《인조인칸 키카이다》 (1972년, NET) - 스턴트/슈트 액터
- 《키카이다 01》 (1972년, NET) - 슈트 액터
- 《로봇 형사》 (1973년, CX)
  - 제8화 〈천둥이 죽였지?!〉 - 경관
  - 제20화 〈수폭 비행선 도쿄에!〉 - 커플
- 《정의의 상징 콘도 르망》 (1975년, NET) - 몬스터 일족 전투원의 인간 상태로 출석이 있다
- 《아크마이저 3》 (1975년, NET) - 총사단장 게벨 다른 슈트 액터
- 《비밀전대 고레인저》 (1976년~1977년, NET) - 아카레인저의 슈트 액터, 이글의 경비병 등
- 《초신비뷰》 (1976년~1977년, NET)
- 《재커 전격대》 (1977년, ANB) - 오노 하야토
- 《우주로부터의 메시지, 은하 대전》 (1978년, ANB)

### 특촬물
- 《유생일족의 음모》 (1978년, KTV) - 츠즈레
- 《배틀 피버 J》 (1979년, TV 아사히) - 아케보노 시로/배틀 케냐
- 《전자전대 덴지맨》 (1980년, TV아사히) - 우메 다이고로/덴지 블루
- 《우주형사 갸반》 (1982년, TV 아사히) - 이치조지 레츠/갸반
- 《우주형사 샤리반》 (1983년, TV 아사히) - 이치조지 레츠/갸반
- 《그림자 군단 IV》 (1985년, KTV) - 가마하치

### 영화
- 《재커 전격대 vs. 고레인저》 (1978년) - 슈트 액터
- 《극장판 전자전대 덴지맨》 (1980년) - 우메 다이고로
- 《고카이저 고세이저 슈퍼 전대 199 히어로 대결전》 (2011년) - 우메 다이고로
- 《해적전대 고카이저 vs. 우주형사 갸반 THE MOVIE》 (2012년) - 이치조지 레츠/아케보노 시로/우메 다이고로
- 《우주형사 갸반 THE MOVIE》 (2012년) - 이치조지 레츠
- 《가면라이더 X 슈퍼전대 X 우주형사 슈퍼히어로대전Z》 (2013년) - 이치조치 레츠